# Свердлов (крейсер)
«Свердлов» — советский крейсер проекта 68-бис. Заводской номер: 408.

## История строительства
- 3 декабря 1947 года — зачислен в списки ВМФ.
- 15 октября 1949 года — заложен на ССЗ № 189 («Завод им. С. Орджоникидзе», Ленинград).
- 5 июля 1950 года — спущен на воду.
- 15 мая 1952 года — введён в строй.

## История службы

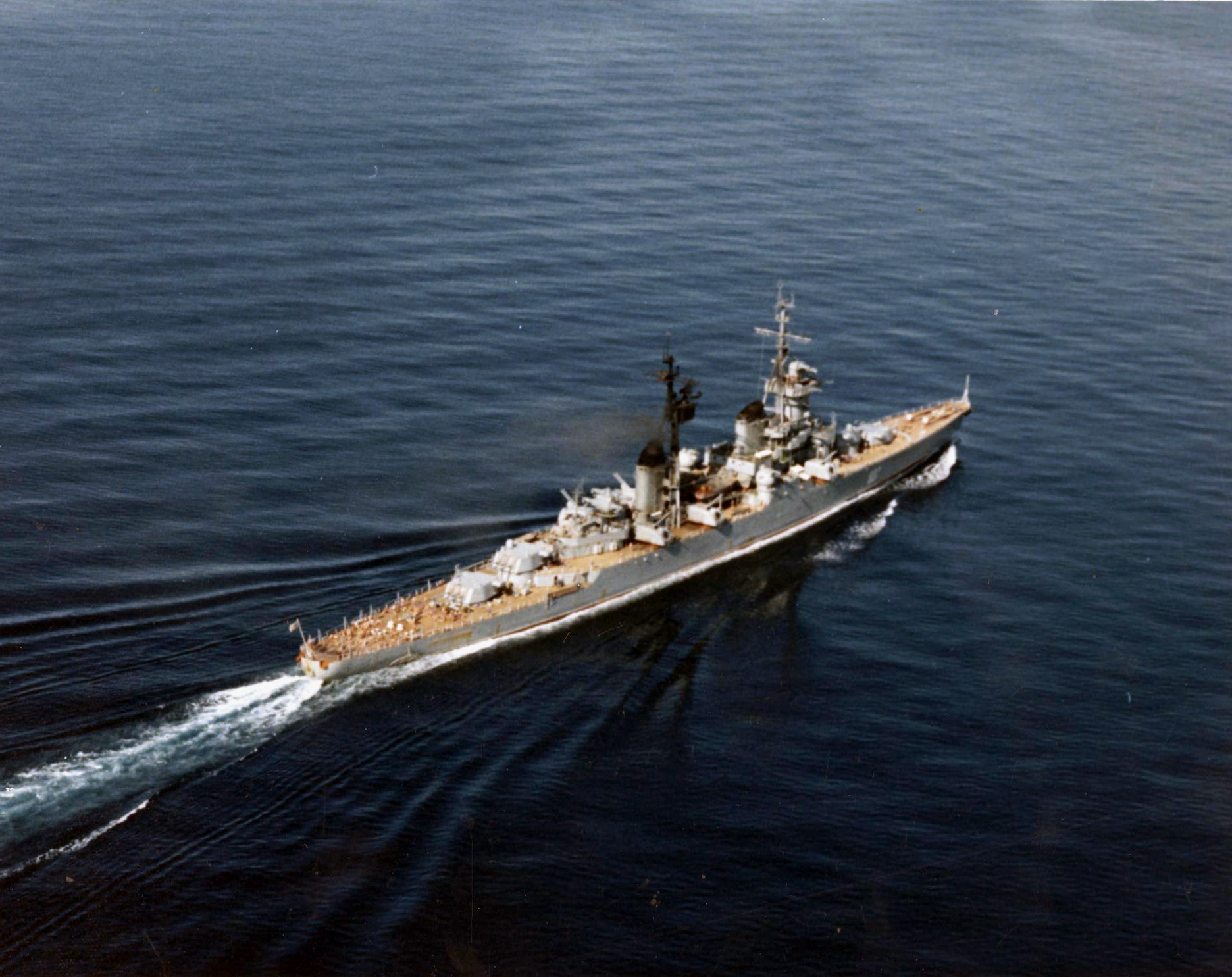
в 1974 году

- 31 августа 1952 года — вошёл в состав 4-го ВМФ.
- 7—18 июня 1953 года — визит в Портсмут на коронацию королевы Елизаветы II. Участие в военно-морском параде на Спитхедском рейде.[2]
- 12—17 октября 1955 года — Портсмут.
- 20—25 июля 1956 года — визит в Роттердам.
- 24 декабря 1955 года — переведен в ДКБФ.
- 24 декабря 1960 — 14 июля 1961 гг. и 12 февраля — 29 апреля 1966 — проходил капремонт в Ленинграде после выведен из боевого состава ВМФ законсервирован и поставлен на отстой.
- 11 февраля 1972 года — расконсервирован и введен в строй.
- 5—9 октября 1973 года — визит в Гдыню.
- 16—22 апреля 1974 года — визит в Алжир.
- 21—26 июня 1974 года — визит в Шербур.
- 27 июня — 1 июля 1975 года — визит в Гдыню
- 5—9 октября 1976 года — визит в Росток.
- 21—26 июня 1976 года — визит в Бордо.
- 7 февраля 1977 года — вторично поставлен на капремонт.
- 14 февраля 1978 года — законсервирован и поставлен в Лиепае на долговременное хранение.
- 30 мая 1989 года — разоружен и исключен из состава ВМФ.
- 31 октября 1989 года — расформирован.
- 1990 год — продан частной индийской фирме на металл.